# Ochropsoraceae
De Ochropsoraceae zijn een familie van schimmels, die behoren tot de roesten. Het typegeslacht is Ochropsora.

## Geslachten
Tot de Ochropsoraceae behoren drie geslachten:
- Aplopsora
- Ceraceopsora
- Ochropsora